# Rue Cavendish
La rue Cavendish est une voie du 19e arrondissement de Paris, en France.

## Situation et accès
La rue Cavendish est une voie publique située dans le 19e arrondissement de Paris. Elle débute au 63, rue Manin et se termine au 84, rue de Meaux.

## Origine du nom
Elle porte le nom du physicien et chimiste anglais Henry Cavendish (1731-1810). 

## Historique
Ouverte en 1883, cette voie est classée dans la voirie parisienne par un décret du 26 mars 1885 et prend sa dénomination actuelle par un arrêté du 10 novembre 1885.
La rue est à l'emplacement de la limite des anciennes communes de La Villette et de Belleville.   .
Son ouverture a entraîné la suppression ou l'absorption de la cité du Tarn et des impasses du Père, du Fils, du Nord et du Midi,.

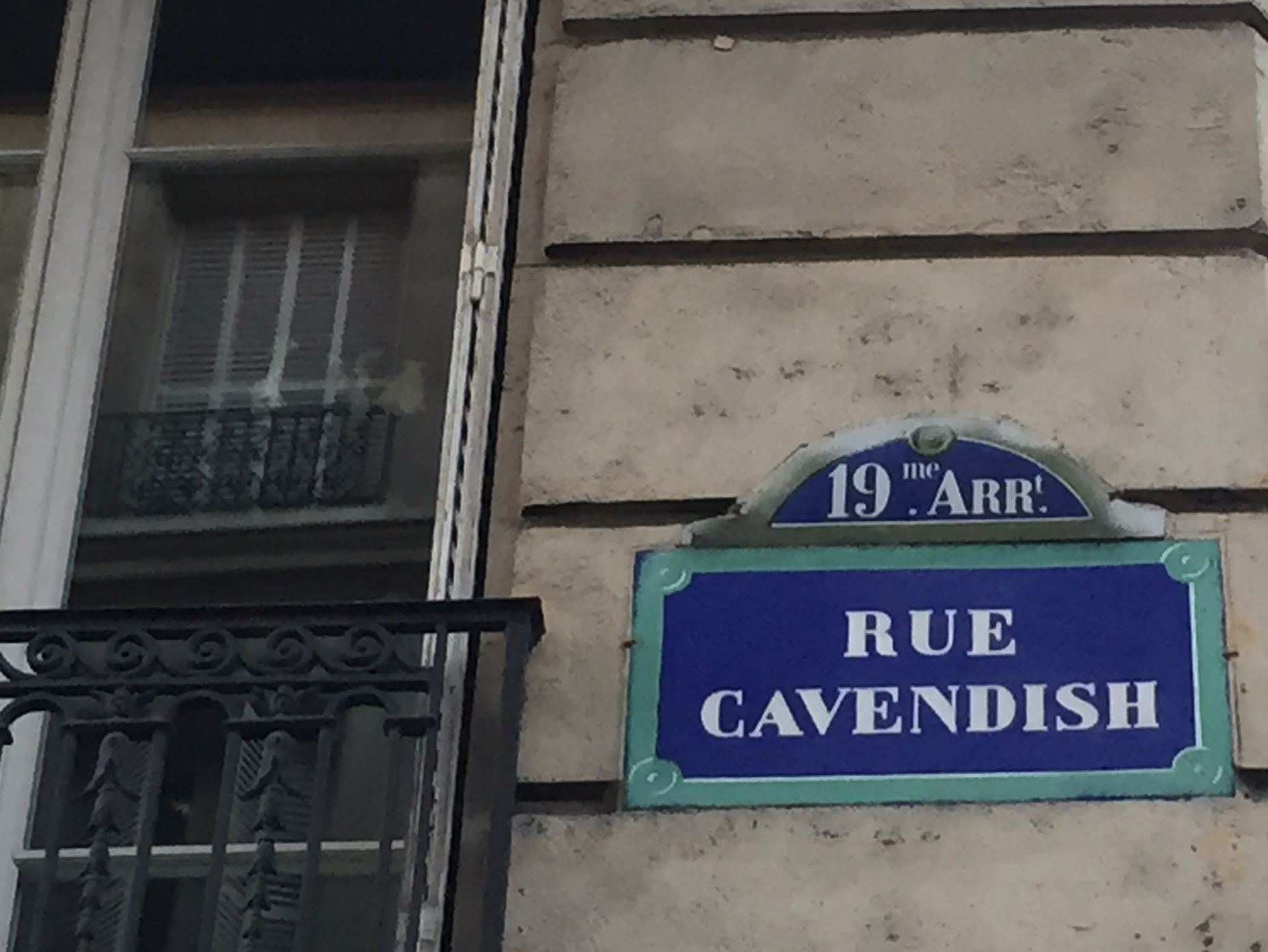
Plaque de rue de la rue Cavendish.
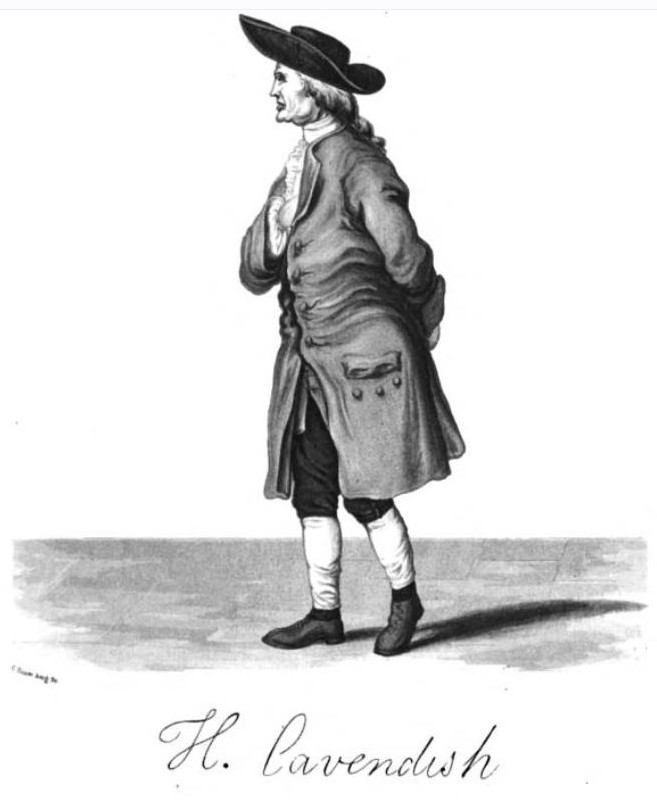
Henry Cavendish (1731-1810).